# Alojzija Štebi
Alojzija (Lojzka) Štebi, slovenska političarka, publicistka, borka za pravice žensk, zagovornica pravic otrok in mladine, * 24. marec 1883, † 9. avgust 1956, Ljubljana.
Alojzija Štebi ali Lojzka Štebi, sestra bolj znanega Antona Štebija je bila glavna gonilna sila slovenskega in jugoslovanskega ženskega gibanja. Močno oporo je imela v Angeli Vode, Minki Govekar in svakinji Cirili Štebi Pleško. Glavna skrb so ji bili mladina in ženske, ne pa politično prepričanje.
Alojzija Štebi je bila najprej učiteljica na osnovnih šolah. Zaradi stalnih težav, ki jih je imela z oblastmi zaradi svojega delovanja, je poučevanje opustila in se zaposlila kot urednica socialističnega časnika Zarja. Poslej je urejala številne socialistične, strokovne, socialdemokratske in ženske liste. Po prvi svetovni vojni se je ponovno zaposlila v državni službi (v raznih ministrstvih socialnega skrbstva), vendar je obenem z vso vnemo delala v raznih ženskih društvih in bila predsednica Alianse ženskih gibanj (krovne organizacije ženskih gibanj) in urednica glasila Ženski pokret. Med drugo svetovno vojno se je včlanila v Osvobodilno fronto, po vojni je bila do leta 1950 zaposlena na ministrstvu za delo in ministrstvu za prosveto.

## Življenje in delo
Rodila se je očetu izvoščku in prevozniku Antonu ter materi Mariji (rojena Kunstel).
Alojzija Štebi se je po maturi na učilišču zaposlila leta 1903 kot učiteljica v trirazredni javni šoli v Tinjah na Koroškem. Tam je slovenske otroke poučevala v slovenskem duhu do konca marca 1904, ko je postala najprej učiteljica suplentka, nato pa redna učiteljica štirirazredne ženske šole v Tržiču, pozneje v Radovljici, v Mavčičah in v Kokri, kjer je ostala do leta 1914. Zaradi stalnih težav z oblastmi, ker ni hotela stopiti v učiteljsko organizacijo Slomškova zveza, ker je bila naročena na časnik Rdeči prapor in Naše zapiske, ker ni hodila k nedeljski maši, skratka, ker je bila socialistka, je odpovedala državno službo in se zaposlila v uredništvu socialističnega dnevnika Zarja (od 1912 do 1915). S tem se je končala njena poklicna kariera učiteljice, ostala pa je vse življenje mnogim ne le vzornica, ampak tudi učiteljica.
V državni službi se je ponovno zaposlila leta 1918, toda do dokončne upokojitve leta 1950 je bila še dvakrat upokojena. Prvič se je to zgodilo leta 1927 iz političnih razlogov, zato je potem odšla v Beograd, drugič pa leta 1940 zaradi bolezni (do 1945).
Alojzija Štebi je imela izreden čut za socialne probleme. Leta 1912 je stopila v Jugoslovansko socialdemokratsko stranko (JSDS). Med njenimi prijatelji in vzorniki je bil Ivan Cankar, ki je bil družinski prijatelj družine Štebi.
Ves čas se je prizadevala za pravice žensk in otrok. Vsa leta, kar je delovala kot urednica in javna delavka, je objavljala članke na to temo v različnih revijah in publikacijah. Leta 1911 je v Naših zapiskih sodelovala s prispevki o ženskih vprašanjih, naslednje leto pa je objavila članek Socijalizem in moderno žensko gibanje. Leta 1918 je izšla njena verjetno najpomembnejša publikacija Demokratizem in ženstvo, v katerem je jasno začrtala program ženskega gibanja. Štebijeva je bila prepričana, da bi ženske za dosego svojih pravic morale imeti organizacijo, ki bi združevala ženske različnih političnih prepričanj, za dosego političnih pravic pa bi delovale v političnih strankah.
Za razvoj ženskega gibanja so bile razmere po prvi svetovni vojni izrazito neugodne, saj je bila Jugoslavija sestavljena iz pokrajin, ki so se zelo razlikovale v svojem kulturnem in gospodarskem razvoju. Zelo težko je bilo povezati ženske iz vseh različnih okolij. Obstajala je bojazen, do bodo v novi državi prevladovali srbski zakoni, ki bi prinesli ženskam slabši socialni in civilnopravni položaj, kot so ga imele v avstrijski državi. Leta 1925 je dvanajst ženskih društev na pobudo Narodne ženske zveze v Beogradu in Splošnega slovenskega ženskega društva v Ljubljani priredilo javni shod vseh žensk ne glede na politično pripadnost ali stan za izenačenje dednega prava za moške in ženske sorodnike ter protestiralo proti širjenju srbskega dednega prava na vso državo. Zahtevale so žensko volilno pravico.
Kot vodja ženskega gibanje je Štebijeva na številnih zborovanjih sodelovala s svojimi govori in predavanji. Maja 1924 je bila v Rimu na mednarodnem ženskem kongresu za žensko volilno pravico. Leta 1925 se je v Washingtonu udeležila Mednarodnega ženskega kongresa. V času bivanja v Ameriki si je jugoslovanska delegacija ogledala nekatere ustanove in se seznanila z delom ameriških žena. Spoznale so Nacionalno ligo ženskih volivcev, Urad za ženske in Urad za otroke. Spoznala pa je tudi svojo veliko vzornico Jane Addams.
Bila je ena prvih članov Komunistične partije Slovenije. V številnih slovenskih časopisih je objavljala svoje članke in bila vrsto let urednica različnih revij.

## Vir
- Splošno žensko društvo 1901-1945, od dobrih deklet do feministk (COBISS), str. 188-208

1. 1 2  Frauen in Bewegung 1848–1938 — Österreichische Nationalbibliothek, 2006.